# Station Lucynów
Station Lucynów is een spoorwegstation in de Poolse plaats Lucynów.